# Svetlana Bojko (schaatsster)
Svetlana Sjoerova-Bojko (Russisch:Светлана Шурова-Бойко) (Moskou, 8 februari 1966) is een (Sovjet-)Russisch voormalig langebaanschaatsster. Ze nam in 1988 en 1992 deel aan de Olympische Winterspelen. Bij beide Spelen reed ze zowel de 3000 als 5000 meter. In Calgary werd ze zesde en vierde, vier jaar later in Albertville vijfde op de 3000 en zesde op de 5000 meter.
Ze nam drie maal mee aan het Europese kampioenschap allround, met als beste uitslag de vierde plaats in de eindrangschikking op het EK van 1990. Aan de Wereldkampioenschappen allround nam ze zes keer deel met de zesde plaats op het WK van 1991 als hoogste eindnotering.
Bij de nationale allroundkampioenschappen van de Sovjet-Unie eindigde ze in 1987 en 1988 als derde en in 1990 en 1991 als tweede in het klassement.

## Persoonlijke records
| Afstand    | Tijd    | Datum            | Baan       |
| ---------- | ------- | ---------------- | ---------- |
| 500 meter  | 43,10   | 17 januari 1990  | Heerenveen |
| 1000 meter | 1.26,38 | 30 november 1985 | Chemnitz   |
| 1500 meter | 2.08,30 | 17 maart 1986    | Alma-Ata   |
| 3000 meter | 4.21,87 | 23 december 1989 | Alma-Ata   |
| 5000 meter | 7.28,03 | 7 maart 1992     | Heerenveen |

## Resultaten
| Jaar | EK allround       | WK allround          | Olympische Spelen   | Wereldbeker                   |
| ---- | ----------------- | -------------------- | ------------------- | ----------------------------- |
| 1986 |                   | 12e (20, 5, 8, 7)    |                     | 24e 1000m 25e 1500m 13e 3k/5k |
| 1987 |                   | NC26 (25, 25, 23, -) |                     |                               |
| 1988 | 10e (20, 5, 8, 7) | 12e (25, 7, 15, 7)   | 6e 3000m 4e 5000m   | 29e 1500m 23e 3k/5k           |
| 1989 |                   |                      |                     | 39e 1500m 30e 3k/5k           |
| 1990 | 4e · (19, , 8, 4) | 14e (24, 13, 20, 6)  | 16e 1500m 10e 3k/5k |                               |
| 1991 | 5e · (20, 12, , ) | 6e · (26, 4, 7, )    | 21e 1500m 15e 3k/5k |                               |
| 1992 |                   | 7e · (31, , 21, )    | 5e 3000m 6e 5000m   | 18e 3k/5k                     |

NC# = niet gekwalificeerd voor de laatste afstand, maar wel als # geklasseerd in de eindrangschikking
(#, #, #, #) = afstandspositie op allroundtoernooi (500m, 3000m, 1500m, 5000m).
- = geen deelname